# Salon gier

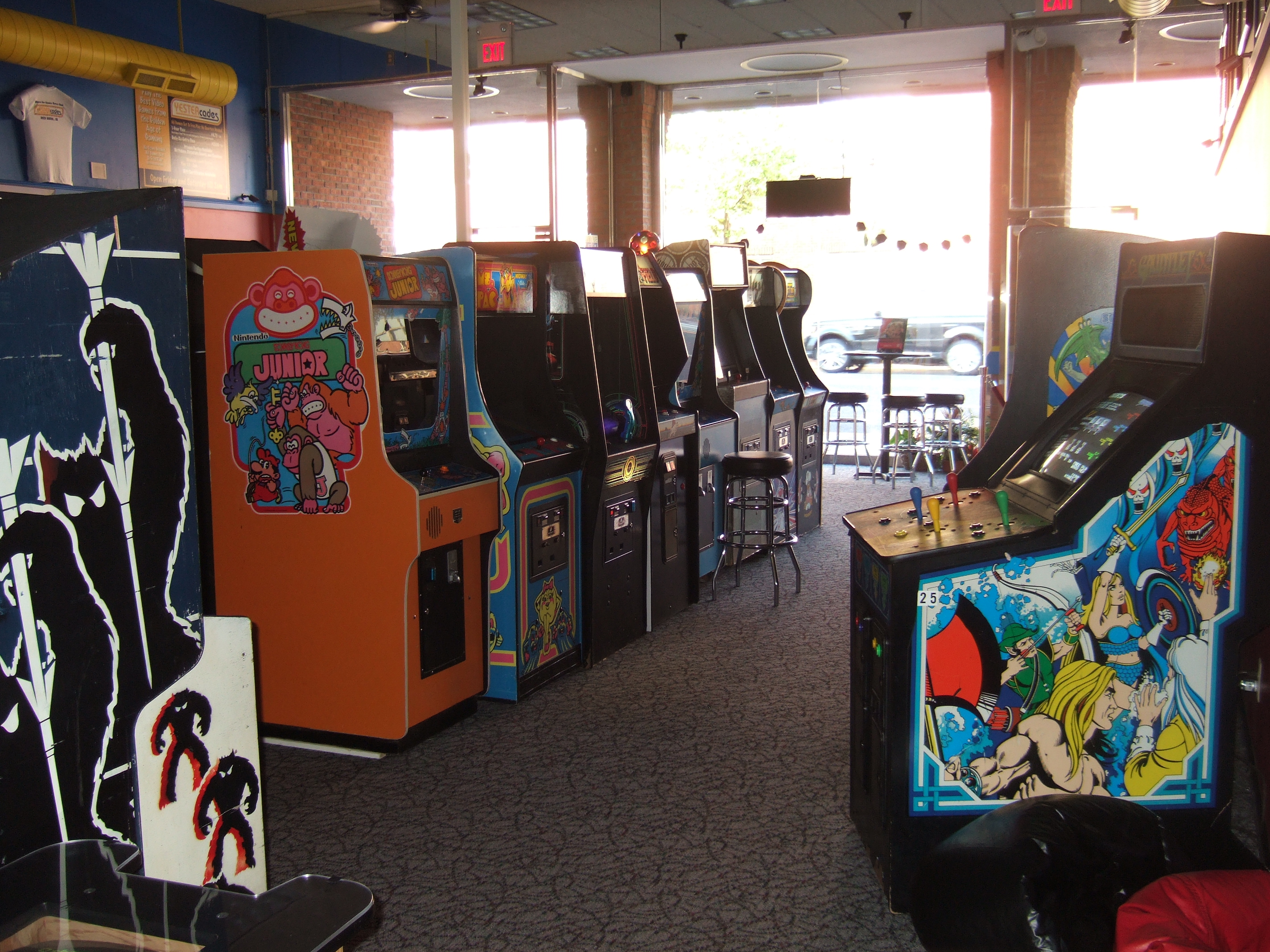
Salon gier w amerykańskim stanie New Jersey (2012)

Salon gier (salon gier arcade, salon rozrywki) – miejsce, gdzie gra się w gry zręcznościowe, w tym gry komputerowe na automatach (arcade), flippery, gry z nagrodami, automaty z zabawkami (np. automaty z chwytakiem), bilard na monety czy stoły Air Hockey. W części krajów niektóre rodzaje salonów gier mają również prawne zezwolenie na umieszczanie automatów hazardowych, takich jak jednoręki bandyta czy maszyny pachinko. Gry zazwyczaj umieszczone są w specjalnych obudowach.
Gry komputerowe zostały wprowadzone do salonów gier pod koniec lat 70. XX wieku i były najbardziej popularne w złotej erze gier arcade, czyli na początku lat 80. Od lat 90. XX wieku w krajach kulturowego Zachodu salony gier przeżywają regres; ze względu na rosnące koszty produkcji automatów do gier komputerowych już się nie produkuje masowo.

## Rodzaje gier

### Gry komputerowe
Gry komputerowe w salonach gier są zazwyczaj umieszczane w specjalnych obudowach, najczęściej w formie pionowych szafek z monitorem i kontrolerami z przodu, gdzie klienci wrzucają monety lub żetony (a w nowszych modelach używają kart kredytowych czy urządzeń mobilnych). Choć w USA większy dochód przynoszą zaawansowane symulatory jazdy i gry z nagrodami, w Japonii tradycyjne automaty komputerowe nadal cieszą się popularnością. Niektóre gry, szczególnie wyścigowe, są zaprojektowane do siedzenia w ich wnętrzu lub na nich; największymi producentami takich urządzeń są firmy Sega i Namco.

### Inne gry
W salonach gier, oprócz gier komputerowych, znajdują się też flippery (z nachyloną, szklaną powierzchnią, gdzie gracz za pomocą metalowych łapek kieruje kulkę w stronę podświetlonych celów), gry z nagrodami (nagradzające zwycięzców biletami wymiennymi na zabawki czy gadżety) oraz automaty z nagrodami rzeczowymi (wydające bezpośrednio pluszaki, płyty czy słodycze). W części krajów salony mogą legalnie oferować automaty hazardowe, a duże obiekty często posiadają dziecięce zabawki na monety, automaty z napojami i przekąskami. Współczesne centra rozrywki łączą salony gier z restauracjami, barami, kręgielniami i innymi atrakcjami, odchodząc od tradycyjnego systemu żetonowego na rzecz kart do doładowania, podczas gdy salony gier retro często oferują wstęp za pojedyczną opłatą z nielimitowanym dostępem do gier.